# Zoltán Bognár
Zoltán Bognár (ur. 25 czerwca 1965 w Körmendzie) – węgierski piłkarz występujący na pozycji obrońcy, reprezentant kraju.

## Życiorys
Występował w juniorach Szombathelyi Haladás, a w 1981 roku został przesunięty do pierwszej drużyny. W NB I zadebiutował 16 grudnia w przegranym 0:2 spotkaniu z Újpesti Dózsa. 8 marca 1989 rok zadebiutował w reprezentacji w zremisowanym 0:0 meczu z reprezentacji w ramach eliminacji do Mistrzostw Świata 1990. W sezonie 1990/1991 był piłkarzem Honvédu, zdobywając z klubem mistrzostwo kraju. Następnie występował w MTK i Csepel SC, a w 1993 roku powrócił do Szombathelyi Haladás. W sezonie 1993/1994 spadł z klubem z NB I, ale rok później powrócił do tej klasy rozgrywkowej. W 1996 roku zakończył karierę.
W 2009 roku był trenerem Celldömölki VSE.

## Statystyki ligowe
| Sezon     | Klub                     | Liga  | Mecze | Gole |
| --------- | ------------------------ | ----- | ----- | ---- |
| 1981/1982 | Szombathelyi Haladás VSE | NB I  | 1     | 0    |
| 1982/1983 | Szombathelyi Haladás VSE | NB I  | 4     | 0    |
| 1983/1984 | Szombathelyi Haladás VSE | NB I  | 16    | 1    |
| 1984/1985 | Szombathelyi Haladás VSE | NB I  | 27    | 1    |
| 1985/1986 | Szombathelyi Haladás VSE | NB I  | 27    | 2    |
| 1986/1987 | Szombathelyi Haladás VSE | NB I  | 23    | 3    |
| 1987/1988 | Szombathelyi Haladás VSE | NB I  | 26    | 2    |
| 1988/1989 | Szombathelyi Haladás VSE | NB I  | 27    | 1    |
| 1989/1990 | Szombathelyi Haladás VSE | NB I  | 27    | 2    |
| 1990/1991 | Budapesti Honvéd SE      | NB I  | 14    | 0    |
| 1991/1992 | MTK                      | NB I  | 28    | 2    |
| 1992/1993 | Csepel-Kordax            | NB I  | 26    | 1    |
| 1993/1994 | Szombathelyi Haladás VSE | NB I  | 26    | 1    |
| 1994/1995 | Haladás VSE              | NB II | 26    | 6    |
| 1995/1996 | Haladás VFC              | NB I  | 26    | 1    |